# Micrixalus candidus
Micrixalus candidus es una especie de anfibio anuro de la familia Micrixalidae.

## Distribución geográfica
Esta especie es endémica de Karnataka en la India. Habita en Kemmanagundi y Kottigehara en el distrito de Chikmagalur en Ghats Occidental.

## Descripción
El holotipo masculino mide 20,2 mm.

## Etimología
El epíteto específico candidus proviene del latín candidus, blanco, con referencia a la banda blanca preeminente en los lados de la cabeza de esta especie.

## Publicación original
- Biju, Garg, Gururaja, Shouche & Walujkar, 2014 : DNA barcoding reveals unprecedented diversity in Dancing Frogs of India (Micrixalidae, Micrixalus): a taxonomic revision with description of 14 new species. Ceylon Journal of Science, Biological Sciences, vol. 43, n.º 1, p. 1－87[3]